# Pevnost svaté Alžběty
Pevnost svaté Alžběty je komplex zemního opevnění ve tvaru hvězdy v historickém centru města Kropyvnyckyj, ležící geografickém středu Ukrajiny. Jedná se o vzácnou památku tohoto druhu, v Evropě se nachází jen asi deset[zdroj?] takových památek.

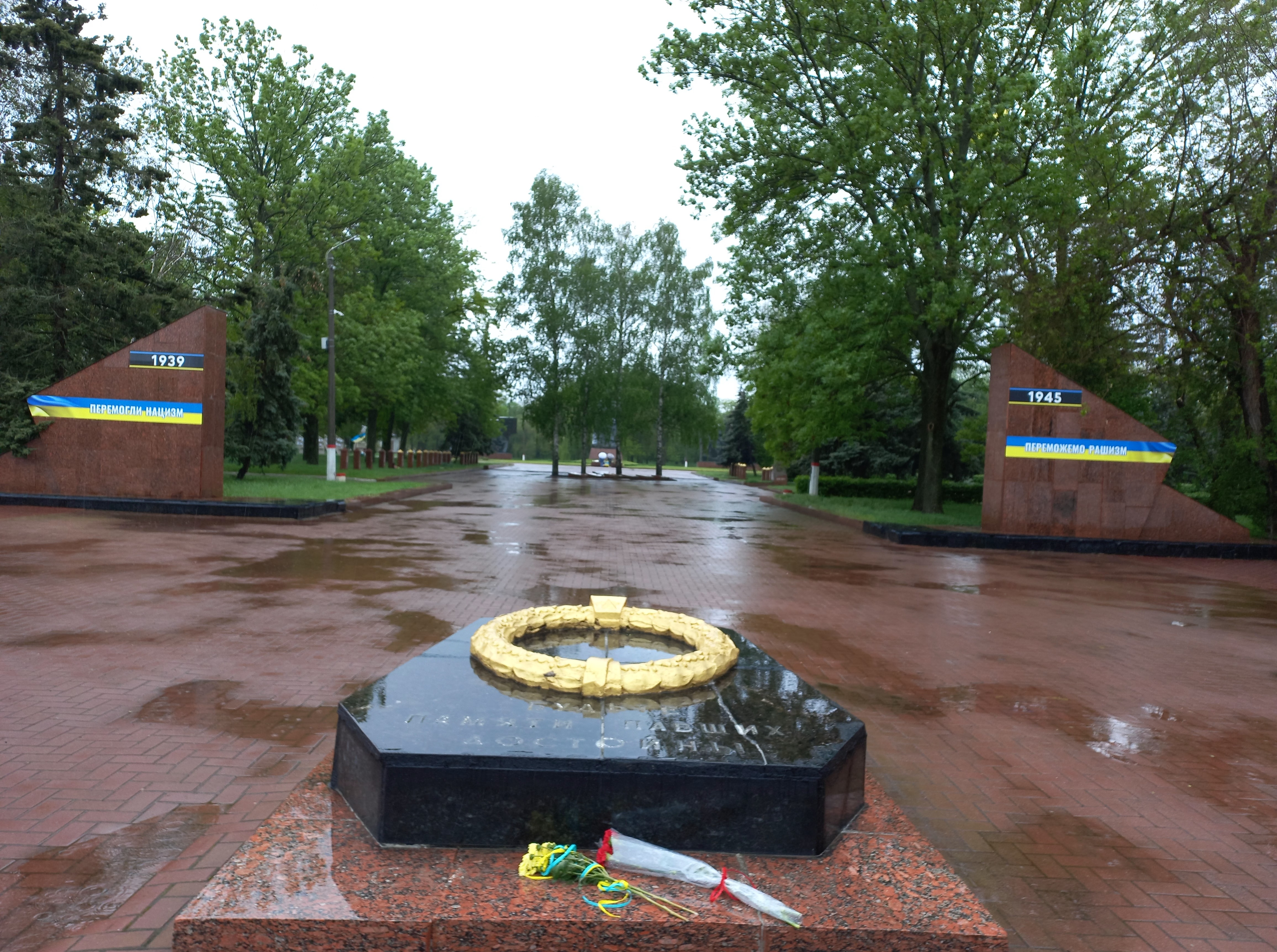
Vojenský hřbitov

## Historie
V roce 1654 byla uzavřena vojenská aliance, v jejímž rámci se Ukrajinci zúčastnili několika válek na straně Ruské říše. Poté, co Jihoslované založili vojenskou kolonii „Nové Srbsko“, postavili ukrajinští kozáci na příkaz ruské carevny Alžběty tuto pevnost, aby chránili svá území před útoky Osmanské říše. Během války s Osmanskou říší (1768–1774) pevnost, v níž sídlilo 6 000 vojáků, odolala obléhání 70 000 útočníky a odrazila turecký útok. V roce 1775, během porážky kozáků Rusy, se odtud armáda vydala zničit Záporožsku Sič  .
V roce 1784, kdy byla pevnost přeměněna na město, byla její děla převezena do Chersonu. V roce 1794 se počet děl snížil na pouhých 162, které obsluhovalo 277 vojáků. Po 18. století zbyla pouze dvě děla, umístěná na kamenných podstavcích. Během války s Ukrajinskou lidovou republikou město obsadila Rudá armáda a byla zde zřízena věznice pro politické oponenty. Během hladomoru v letech 1932–1933 sovětské tajné služby tajně pohřbívaly těla těch, kteří zemřeli hladem nebo byli zabiti v důsledku represí, do masových hrobů. Diskuse o tématu represí byla zakázána i v soukromých rozhovorech, natož v médiích; jakákoli zmínka o něm mohla vést k uvěznění nebo umístění do psychiatrické léčebny až do pádu diktatury v roce 1991.
Během nacistické okupace města v letech 1941 až 1944 byly v rámci holokaustu zastřeleny tisíce Židů a bojovníků odboje. Po osvobození zde byli mrtví pohřbeni. Od roku 1950 zde stojí rozsáhlý památník obětem druhé světové války, který se skládá z 50 000 hrobů, převážně Ukrajinců a Židů. V 60. letech 20. století byly nad hroby postaveny kamenné pomníky a na začátku 80. let byly do středu pamětního komplexu umístěny sochy. Jsou zde pomníky věnované hrdinům druhé světové války a rusko-ukrajinské války. V roce 2016 byly postaveny pomníky obětem hladomoru v letech 1932–1933.